# Sarvivuori
Sarvivuori — дебютный сольный альбом финского рок-музыканта Тимо Раутиайнена, выпущенный 26 апреля 2006 года.

## Об альбоме
Название альбому дал пригород Ювяскюля, где Раутиайнен проживает в настоящее время. В альбом вошло три сингла — Sinulle, Punainen viiva и Uskonnonpastori. В записи альбома участвовали бывшие участники группы Timo Rautiainen & Trio Niskalaukaus, а также Туомас Холопайнен (Nightwish) и Александр Куоппала (Children of Bodom).

## Список композиций
1. «Eteenpäin» — 2:25
2. «Pesäpallomaila» — 4:31
3. «Punainen viiva» — 5:02
4. «Sinulle» — 4:32
5. «Uskonnonpastori» — 4:25
6. «Lumi» — 0:56
7. «Meille niin rakas» — 5:04
8. «Vesien hallitsijan testamentti» — 4:13
9. «Sarvivuori» — 2:48
10. «Hiljaisen talven lapsi» — 5:43

## Синглы
Punainen viiva (2006):
1. «Punainen viiva» — 4:58
2. «Pohjoisen taivaan alla» (оригинал — Leevi and the Leavings[фин.]) — 3:12

Sinulle (2006):
1. «Sinulle» — 4:39
2. «Uutisten jälkeen» (оригинал — Маарит Хурмеринта) — 2:37

Uskonnonpastori (2006):
1. «Uskonnonpastori» — 4:25
2. «Intro» (Live, Анккарок 2006) — 1:43
3. «Meille niin rakas» (Live, Ankkarock 2006) — 5:11
4. «Tulkaa kotiin» (Live, Ankkarock 2006) — 4:46